# Oechlitz
Oechlitz este o comună în Saxonia-Anhalt, Germania